# Gallegos de Altamiros
Gallegos de Altamiros è un comune spagnolo di 74 abitanti situato nella comunità autonoma di Castiglia e León.